# Casa-fàbrica Carné
La casa-fàbrica Carné és un edifici situat al carrer de Joaquín Costa, 24 del  Raval de Barcelona, catalogat com a bé amb elements d'interès (categoria C) arran de la MPEP del Patrimoni Arquitectònic Històrico-Artístic al districte de Ciutat Vella, per a incorporar el Patrimoni Industrial del Raval (Fàbriques i Cases Fàbrica).

## Història
A finals del 1853, Jaume Baulenas i Mateu, soci de La Propagadora del Gas, va adquirir en emfiteusi al comerciant i terratinent Rafael Sabadell i Permanyer un terreny al carrer de Ponent (actualment Joaquín Costa), i el 4 de gener del 1854, el gerent Ramon Salvadó va presentar la sol·licitud per a construir-hi una fàbrica de gas segons el projecte de l'arquitecte Antoni Rovira i Trias. Tanmateix, no es va dur a terme, i Baulenas vengué els terrenys a la companyia per 16.000 rals. El 1857, Salvadó, en nom de la societat, va subestablir-ne una parcel·la al fabricant de productes químics Joan Gualbert Subirà. Aquest va morir el 1865, i amb ell la seva fàbrica.
Posteriorment, la finca va passar a mans del maquinista Amadeu Carné i Tort, que el 1882 va demanar permís per a construir-hi un cobert interior i instal·lar-hi una caldera de vapor de 4 CV, sistema Alexander. El 1886 va demanar permís per a perllongar el primer pis fins a la façana del carrer, segons el projecte del mestre d'obres Agustí Mas. El maig del 1894 va demanar permís per a remuntar dos pisos a les «quadres» de l'interior d'illa, segons el projecte del mestre d'obres Joan Serra i Jané, i novament el desembre del mateix any per a remuntar tres pisos a la casa del carrer, segons el projecte del mateix autor.
El 1905, Carné va iniciar la construcció d'una nova fàbrica a la Travessera de les Corts, 27 bis, que es va inaugurar el 1910. A la seva mort el 1911, la fàbrica, coneguda com Ca l'Amadeu i una de les principals productores de maquinària per a fàbriques tèxtils, va continuar sota la raó social Fills d'Amadeu Carné.
A l'edifici del Raval s'hi instal·laren altres fàbriques, com ara la de barrets de Fàbregas i Canals, o la de nines de Freixa i Cia.